# Собор спасіння нації
44°25′33″ пн. ш. 26°04′56″ сх. д. / 44.42591° пн. ш. 26.08226° сх. д.
Собор спасіння нації (рум. Catedrala Mântuirii Neamului) — православний собор у Бухаресті в процесі будівництва; має стати патріаршим собором Румунської православної церкви. Це найвищий та найбільший за об'ємом православний храм у світі. Найбільший православний храм у світі за площею (серед виключно церков) та другий за площею (серед частково церков). Розташований у центрі Бухареста на Спиридоновому пагорбі (Арсенальній площі), храм ділить двір із Палацом Парламенту, що є найважчою будівлею у світі (маса собору становить десяту частину маси палацу). Собор розташовано на висоті 86,2 метра над рівнем Чорного моря. Заввишки 135 метрів, Собор спасіння нації обіймає домінантну позицію у міському пейзажі Бухареста і видніється з усіх під'їздів до міста.